# Aphanistes luscus
Aphanistes luscus là một loài tò vò trong họ Ichneumonidae.